# Mato Rico
Mato Rico es un municipio brasileiro del estado del Paraná. Según el censo IBGE cuenta con una población de 3822 habitantes.